# Наташа Пірц Мусар
Наташа Пірц Мусар (9 травня 1968 , Любляна ) — словенська юристка, письменниця, колишня уповноважена з питань інформації, журналістка. Президентка Словенії з 22 грудня 2022 року, перша жінка на цій посаді.
У минулому — президентка Червоного Хреста Словенії. Перемогла колишнього міністра закордонних справ Словенії Анже Логара, із яким вийшла до другого туру на президентських виборах у жовтні 2022 року. Найвідоміша своїми рішеннями та книжками про свободу інформації, юридичними висновками та гучними судовими справами, у яких представляла уродженку Словенії Меланію Трамп (дружину Дональда Трампа), політичну партію Соціал-демократів та інших відомих клієнтів.

## Молодість і освіта
Пірц Мусар вивчала право на юридичному факультеті Університету Любляни в 1992 році, де її керівником був Марко Ілешич. В 1997 році склала адвокатський іспит, а згодом влаштувалася на Телебачення Словенії, де шість років працювала журналістом і ведучою центральної програми новин. Потім протягом п'яти років була ведучою центральної програми новин 24УР на комерційному телебаченні POP TV.
Пройшла додаткове навчання на CNN в Атланті. Потім навчалась упродовж двох семестрів у Солфордському університеті в Манчестері, під час якого проходила стажування на BBC, Granada TV, Sky News, Reuters TV і Border TV. Здобула докторський ступінь на юридичному факультеті Віденського університету, захистивши дисертацію про справедливий баланс між правами на конфіденційність і свободою інформації. У 2001 році вона очолила відділ корпоративних комунікацій у Aktiva Group, де працював її чоловік Алеш Мусар. У 2015 році здобула ступінь доктора права у Віденському університеті.

## Юридична та ділова кар'єра
У квітні 2003 року приєдналася до Верховного суду Словенії, обійнявши посаду директорки Центру освіти та інформації. Найбільше запам'яталась тим, що з 2004 до 2014 року була уповноваженою з питань доступу до публічної інформації. З березня 2011 року вона стала віцепрезидентом Спільного наглядового органу Європолу, а з 2012 року і до кінця свого мандата уповноваженого з питань інформації була президенткою цього органу Європейського Союзу. Після закінчення повноважень інформаційного уповноваженого заснувала власну юридичну фірму. Розана Лемут Штрле стала партнером юридичної фірми у 2016 році, і тепер Юридична фірма називається Pirc Musar & Lemut Strle. Серед іншого вона представляла Меланію Трамп під час президентства її чоловіка Дональда Трампа в США. У резонансних справах вона представляла інтереси політиків соціал-демократів, посла в Сполучених Штатах Станіслава Відовича та інших.
У період з 2010 до 2021 року Наташа Пірц Мусар неодноразово входила до десятки найвпливовіших юристів країни. Вона була співзасновницею асоціації OnaVe для об'єднання жінок-експертів та поширення знань. З 2015 до 2016 року вона була президентом Словенського Червоного Хреста.
Пірц Мусар є авторкою або співавторкою щонайменше шести книг про свободу інформації та приватність словенською, англійською та хорватською мовами.

## Політична кар'єра

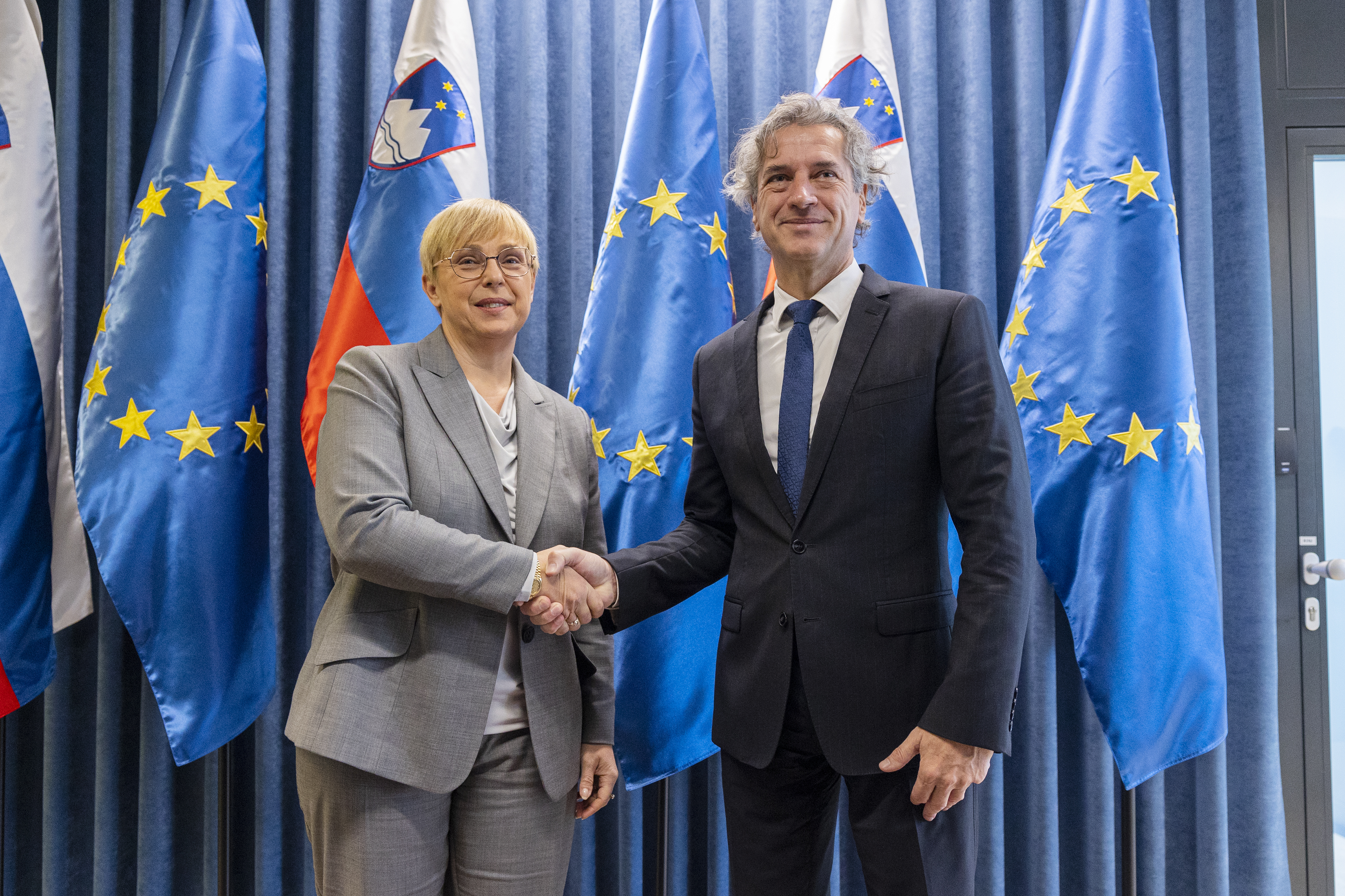
Зустріч Прем'єр-міністра Роберта Голоба з новообраною президенткою Словенії Наташею Пірц Мусар, 21 листопада 2022 року

23 червня 2022 року вона оголосила про свою кандидатуру в президенти Словенії на виборах 2022 року як незалежний кандидат. Вона першою оголосила про свою кандидатуру в президенти, і її підтримали колишні президенти Словенії Мілан Кучан і Данило Тюрк. Пірц Мусар не була членом політичної партії і не планує ним ставати. Поки вона висувала свою кандидатуру як незалежний депутат, її також підтримали такі партії як Партія піратів і Молодіжна партія — Європейські зелені.
Її кандидатура викликала багато спекуляцій у ЗМІ щодо її стосунків із Мартою Кос, віцепрезидентом керівної партії «Рух «Свобода»», яка також оголосила про свою кандидатуру на посаду президента країни, але трохи пізніше. Пірц Мусар і Кос стверджували, що є друзями, але, за даними ЗМІ, вони припинили спілкування одна з одною. У вересні 2022 року Кос зняла свою кандидатуру, що призвело до сплеску підтримки Пірц Мусар, яка вже лідирувала.
Перемогла у другому турі, що відбувся 12 листопада 2022 року, колишнього міністра закордонних справ в останньому уряді Янеза Янші Анже Логара. Склала присягу як президентка Словенії 22 грудня 2022 року, ставши першою жінкою на цій посаді.

## Особисте життя
Одружена з бізнесменом Алешем Мусаром. У них є син. Вони є власниками нерухомості, відомої як «Російська дача» в Згорнє Гамельне, а також володіють лімузином Rolls Royce Phantom VI, купленим у 1971 році для принцеси Александри, члена британської королівської родини.